# Budd Johnson
Albert J. "Budd" Johnson (Dallas, 14 december 1910 - Kansas City, 20 oktober 1984) was een Amerikaanse jazzmuzikant (saxofoon, klarinet) en arrangeur.

## Carrière
Voordat Johnson in 1926 wisselde naar de tenorsaxofoon, speelde hij piano en was hij vanaf 1924 al als drummer werkzaam. Tijdens de jaren 1920 trad hij in Texas en het midwesten onder andere op met Jesse Stone, bij Grant Moore & his New Orleans Black Devils en in de band van George E. Lee, de broer van Julia Lee. Tijdens de jaren 1930 speelde hij met Andy Kirk & his Twelve Clouds of Joy, leidde hij een band met Teddy Wilson en ging hij in 1933 met deze en zijn broer Frederick (1908-1967, trombone) naar de band van Louis Armstrong, waarmee hij ook opnamen maakte.
Budd Johnson is vooral bekend door zijn tijd bij Earl Hines (1934-1942), die hij begin jaren 1940 samenbracht met muzikanten van de moderne bop en voor wiens orkest hij ook arrangeerde. In 1938 speelde hij bovendien met Fletcher Henderson. Johnson behoorde daarnaast tot de pioniers van de bop, die de eerste bopsessies in 1944 mee-organiseerden met Coleman Hawkins en Dizzy Gillespie. Hij speelde in bijna alle belangrijke bands van de vroege modernjazz, zoals Billy Eckstine and His Orchestra en Boyd Raeburn (ook als arrangeur), maar ook Earl Hines, Dizzy Gillespie, Woody Herman (deels arrangeur). Bovendien speelde hij tijdens de jaren 1940 bij Sy Oliver en Buddy Rich.
Tijdens de jaren 1950 had hij zijn eigen band en werkte hij als studiomuzikant en muzikaal directeur voor Atlantic Records. Hij arrangeerde vroege rock-'n-roll-nummers. Zo is bijvoorbeeld de tenorsaxofoon-solo in Teardrops from My Eyes van Ruth Brown van hem. Van 1956 tot 1957 was hij bij Benny Goodman (Azië-tournee), in 1959 bij Gill Evans (op het album Out of the Cool, 1960), van 1959 tot 1961 in de Quincy Jones Big Band, van 1961 tot 1962 bij Count Basie, van 1964 tot 1969 speelde hij regelmatig in het kwartet van Earl Hines (USSR-tournee, 1966). Van 1969 tot 1975 speelde hij bij het JPJ Quartet (Bill Pemberton (bas), Dill Jones (piano) en Oliver Jackson (drums)). Hij paste zijn stijl steeds weer aan, zoals tijdens de jaren 1960 aan die van de dominante John Coltrane. In 1975 werkte hij met het New York Jazz Repertory Orchestra (een project van het Smithsonian Institution). Vanaf 1979 werkte hij mee aan tribute-concerten van het Kool Jazz Festival. In november 1979 trad hij op met de Lionel Hampton Big Band tijdens de Berliner Jazztage. Enkele maanden voor zijn overlijden nam hij nog een album op met Phil Woods. Tijdens de jaren 1970 gaf hij ook les. 
In 1993 werd hij opgenomen in de Big Band Hall of Fame.

## Overlijden
Budd Johnson overleed in oktober 1984 op 73-jarige leeftijd.

## Discografie
- 1959: Gil Evans: Great Jazz Standards (Pacific Records), Out of the Cool
- 1960: Budd Johnson And The Four Brass Giants, Fantasy/Prestige (met Ray Nance, Clark Terry, Nat Adderley, Harry Sweets Edison)
- 1960: Let's Swing, Fantasy/Prestige
- 1984: The Old Dude and the Fundance Kid (Uptown Records) met Phil Woods

- Bibsys: 90307812
- Biblioteca Nacional de España: XX1062759
- Bibliothèque nationale de France: cb138956716 (data)
- Gemeinsame Normdatei: 134418603
- International Standard Name Identifier: 0000 0000 8120 9981
- Library of Congress Control Number: n87111534
- Nationale Bibliotheek van Letland: 000259704
- MusicBrainz: c7f40e6e-b01b-4c0b-867b-a0b9efd417d9
- Nationale Bibliotheek van Israël: 987007329601105171
- Nederlandse Thesaurus van Auteursnamen: 097948659
- Istituto Centrale per il Catalogo Unico: DDSV045255
- SNAC: w6gc49bp
- Système universitaire de documentation: 085649848
- Virtual International Authority File: 42025592
- WorldCat: E39PBJxCvdR9Tf3QpPpPJW94bd